# Blangoua
Blangoua (ou Blangwa) est une commune du Cameroun située dans la région de l'Extrême-Nord et le département du Logone-et-Chari, à la frontière avec le Tchad.

## Population
Lors du recensement de 2005, la commune comptait 50 938 habitants, dont 17 154 pour Blangoua Ville.

## Structure administrative de la commune
Outre Blangoua proprement dit, la commune comprend notamment les localités suivantes :
- Abinkro
- Abou Djali
- Achamba
- Andourmane
- Bari Amadou
- Bermoussa
- Birnigoni
- Blablin
- Chawé
- Dabilda
- Dor Imar
- Dougmo
- Dougoumachi
- Goréa
- Goré Kendi
- Héroua
- Kinabari
- Kinziyakeu
- Kobro
- Kofia (île)
- Koki
- Koutoula
- Madèk
- Mangalmé
- Mangayo
- Massaki
- Nganatir
- Ngoum
- Pakistan
- Sabandaba
- Saboura
- Sero Abou
- Tchingoua
- Wayawaya

### Filmographie
- Voyage au bout du Cameroun : Île de Kofia dans le lac Tchad, CRTV, 29 mars 2018, 25 min 22 s